# Во чреве зверя (фильм)
«Во чреве зверя» (англ. Belly of the Beast) — будущий американский биографический фильм режиссёра Эндрю Хэйга по сценарию, написанному им в соавторстве с Алексисом Джолли. В фильме рассказывается о жизни известного писателя Нормана Мейлера. Главные роли в фильме исполнят Бен Стиллер и Колин Фаррелл.

## Сюжет
Сюжет фильма рассказывает об отношениях Нормана Мейлера с осужденным Джеком Генри Эбботом и о шокирующих событиях после освобождения последнего из тюрьмы в 1981 году.

## В ролях
- Бен Стиллер — Норман Мейлер[2]
- Колин Фаррелл — Джек Генри Эббот

## Производство
О начале работы над фильмом стало известно в январе 2024 года. Биографический фильм о жизни знаменитого писателя Нормана Мейлера, режиссёром которого станет Эндрю Хей, написавший сценарий в соавторстве с Алексисом Джолли. В актёрский состав вошли Бен Стиллер и Колин Фаррелл, получившие роли Нормана Мейлера и Джека Генри Эббота соответственно. Основные съёмки планируется начать в Нью-Йорке.